# Rödhällhäden
Rödhällhäden är ett naturreservat i Älvdalens kommun i Dalarnas län.
Området är naturskyddat sedan 2011 och är 23 hektar stort. Reservatet ligger intill reservatet Piltlokarna och består av uråldriga tallar.